# Szabad Választók Pártja
A Szabad Választók Pártja (SZAVA) 2013-ban, részben külföldön élő magyar állampolgárok részvételével alakult magyarországi párt. Fő célkitűzéseként azt jelölte meg, hogy a politikából kiábrándult, de a közélet iránt érdeklődő embereket összegyűjtse, a bizonytalan szavazóknak alternatívát nyújtson, érdekeiket képviselje.
A részletes programjuk egy éve, 2016-ban készült el. Ennek lényege, hogy egy átfogó alkotmányos és gazdasági átalakítást javasolnak.
Az alkotmányos-demokratikus célkitűzéseik: népszavazási rendszer a svájci modell alapján, új, decentralizált közigazgatás kialakítása, arányos kormányzás, paritásos alapon, a választási egyenlőség megteremtése és „vérfrissítés” (2 ciklusonkénti kötelező váltás).
A gazdasági-jóléti és egyben korrupció ellenes programjuk főbb pontjai: tisztességes bérezés, adóalkotmány, készpénz korlátozása, a húzóágazatok kiemelése.
A politikai kommunikációjuk a weboldalukon, Facebookon, Twitteren, blogon és a nyomtatott sajtóban (Fedél Nélkül) jelenik meg.
A Fedél Nélkül újság mellett azért döntöttek, mert egyrészt független nyomtatott sajtóban kívántak megjelenni, másrészt ezt a fajta megjelenést egyúttal egy támogatási formának fogják fel, amivel a létminimum alatt élő, elesett embereket támogatják.
A 2014-es választás során 22 körzetben sikerült jelöltet állítaniuk, ami azonban azt jelentette, hogy országos listát nem tudtak képezni (27-től lehetett). Emiatt összes jelöltjüket visszaléptették, és közpénzt nem kezeltek. Bizniszpártnak nem nevezhetők: a mérlegük szerint inkább elszenvedői voltak a jelölési folyamatnak, mint haszonélvezői.